# Легкий (фрегат, 1793)
«Легкий» (рос. «Лёгкий») — вітрильний 26-гарматний фрегат Чорноморського флоту Російської імперії. Третій корабель, збудований в Миколаївському адміралтействі.

## Історія
Закладений у Миколаєві 23 листопада 1790 року, головний будівник — корабельний підмайстер капітан О. П. Соколов. Після спуску на воду 2 жовтня 1793 року увійшов до складу Чорноморського флоту Російської імперії.
Протягом 1794—1799 років займав брандвахтенний пост в Очакові. З липня до листопада 1800 року доставляв провізію для середземноморської ескадри адмірала Ф. Ф. Ушакова з Миколаєва до Константинополя.
З 1801 по 1803 рік стояв у Миколаєві, де 1804 року був розібраний.

## Командири
- М. М. Огільві (1793);
- Є. А. Гамельтон (1797—1798);
- С. О. Велізарій (1799);
- С. І. Рубець (1800);
- Ф. Х. Папафіло (1801);
- В. А. Рябінін (1802—1803).